# Inkulturacja
Inkulturacja – w teologii oznacza proces zakorzenienia Ewangelii w różnych kulturach, m.in. z wykorzystaniem narzędzi językowych tych kultur. Pionierem inkulturacji był Matteo Ricci, a głównymi rzecznikami – jezuici. Po XVIII-wiecznych kontrowersjach, współcześnie została powszechnie przyjęta. Według Relacji Końcowej Nadzwyczajnego Synodu Biskupów z 1985 roku, inkulturacja to „wewnętrzne przekształcenie autentycznych wartości kulturowych przez ich integrację w chrześcijaństwie i zakorzenienie chrześcijaństwa w innych kulturach”.